# Плоп-арт

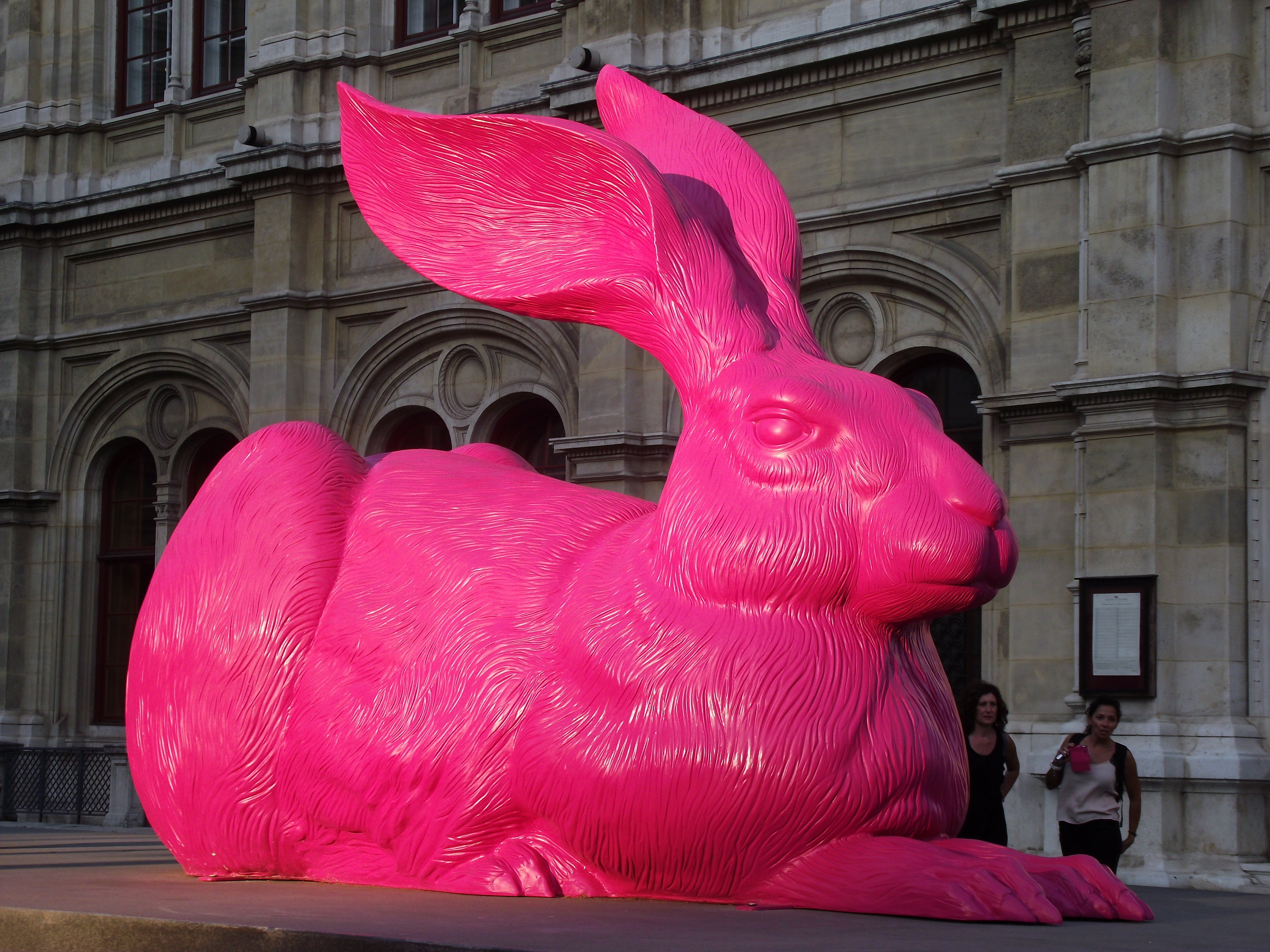
Розовый заяц возле здания Венской оперы. Оттмар Хёрль. Австрия.

Плоп-арт ( от англ. to plop — шлепать, булькать) — сленговое название направления паблик-арта, которое объединяет крупные абстрактные объекты, резко выделяющиеся на фоне окружающего пространства.
Термин «плоп-арт» был придуман прогрессивным архитектором Джеймсом Вайнсом в 1969 году для описания удручающей тенденции к размещению больших абстрактных скульптур на площадях небоскребов без внимания к окрестностям.

## Специфика плоп-арта
Произведения, которые относят к плоп-арту, нарушают единство городской среды. Таковым неожиданным преображением городского пространства стало появление в 2014 году розового зайца президента Академии изобразительных искусств Нюрнберга Оттмара Хёрля. Заяц был отсылкой к выставке произведений Альбрехта Дюрера.
Следует отметить, что плоп-арт не означает, что относящиеся к течению произведения неудачные или уродливые, а лишь указывает на их некорректное расположение в пространстве.
Тараканова Марина Владимировна в книге "Искусство. Загадки признанных шедевров" выделяет следующие черты плоп-арта:
- большие абстрактные модернистские или современные скульптуры
- произведения созданы по государственным или частным заказам
- располагаются на общественных пространствах
- резко контрастируют на фоне окружающей среды

Работы скульптора Тони Розенталя можно считать классикой плоп-арта, так как этот скульптор часто размещает свои работы у полицейских участков.

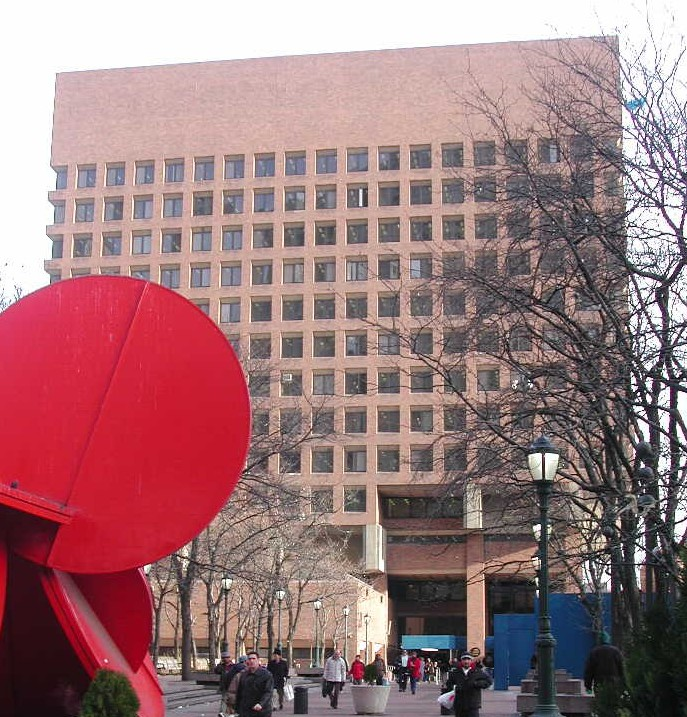
Штаб-квартира полицейского департамента в Нью-Йорке с плоп-арт скульптурой Тони Розенталя. Конец XX века.

## Критика
Плоп-арт противопоставляется таким течениям как предметно-ориентированное искусство, ленд-арт, эко-скульптура, где произведения идеально вписываются в окружающее пространство.

Прямо сейчас архитектура и скульптура призывают друг к другу и призывают к разумному ответу, а не к большему числу ужасных глыб скульптуры ... которые без понимания масштаба просто свалены в общественных местах.— Энтони Каро, английский скульптор.
С критикой на плоп-арт чаще всего выступают люди, живущие или работающие рядом с той местностью, где расположился "неуместный" арт-объект. Например, когда британский скульптор Мэгги Хэмблинг выставила свою работу "Ракушка" на берегу Олдборо в 2003 году, некоторым жителям это не понравилось.

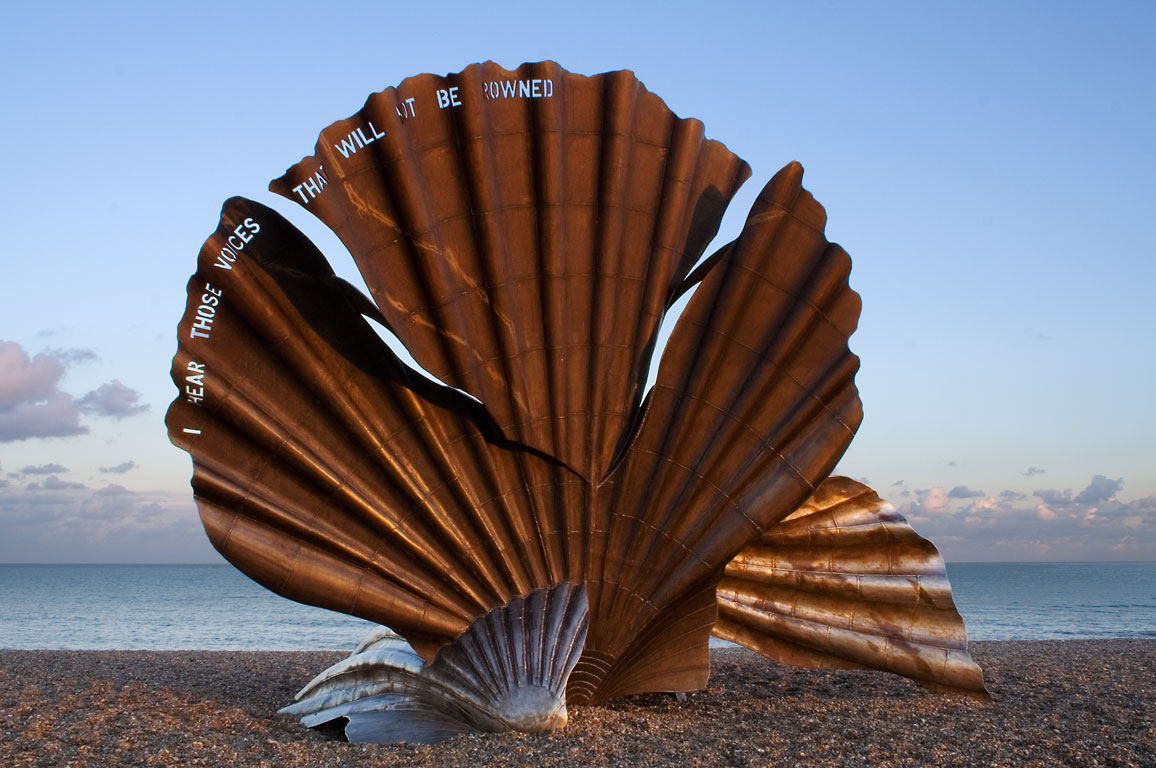
Мэгги Хэмблинг. "Ракушка" в честь Бенджамина Бриттена.

Спустя 3 месяца после появления скульптуры люди собрали 500 подписей под петицией, требующей убрать её. Тем не менее часть людей поддержали художницу. Сама же Мэгги Хэмблинг, отвечая на нападки, сказала, что скульптура, посвященная Бенджамину Бриттену, создавалась специально для этого места, так как именно на этом берегу композитор вдохновлялся .
Художница Рэйчел Уайтрид в 2017 высказала свое недовольство распространенностью плоп-арта:

Искусство стало чрезвычайно популярным, что прекрасно по многим причинам, но я думаю, что многие публичные скульптуры плохо продуманы и размещены там, где не должны бы были. Затем они становятся чем-то невидимым. Люди даже не замечают этого. Я думаю, что искусство должно быть на своём месте по какой-то причине и должно уважаться и рассматриваться, а не быть просто второстепенным шоу.
Художественный критик Джонатан Джонс отреагировал на такую критику британской художницы, несмотря на то, что он согласен с тем, что плоп-арта стало больше, Джонатан акцентировал внимание на том, что скульптуры паблик-арта всегда вызывают дискуссии: «что для одного человека поэтическое видение — плоп-арт для другого».